# Myoprocta
Myoprocta là một chi động vật có vú trong họ Dasyproctidae, bộ Gặm nhấm. Chi này được Thomas miêu tả năm 1903. Loài điển hình của chi này là Cavia acouchy Erxleben, 1777.

## Hình ảnh

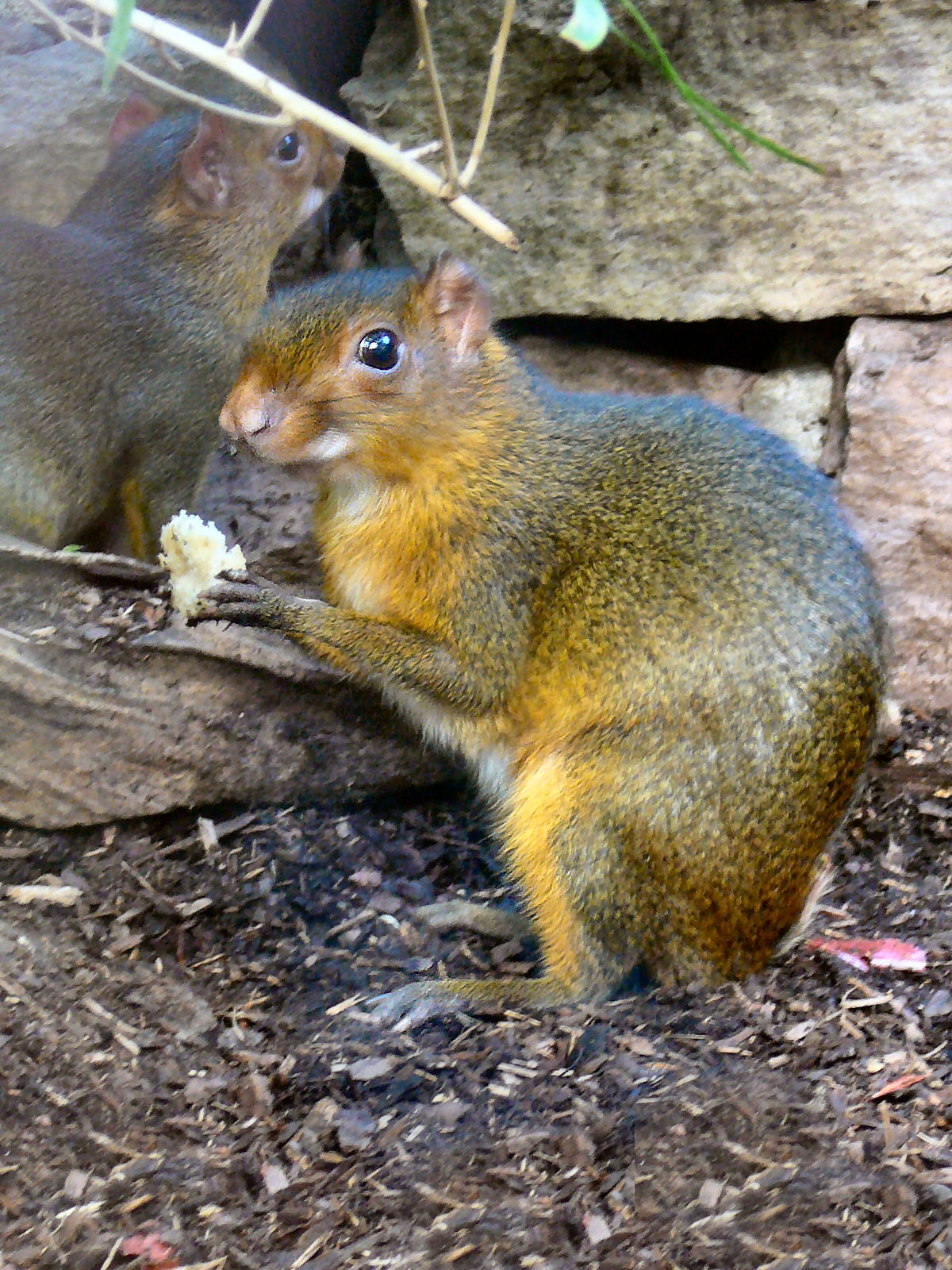
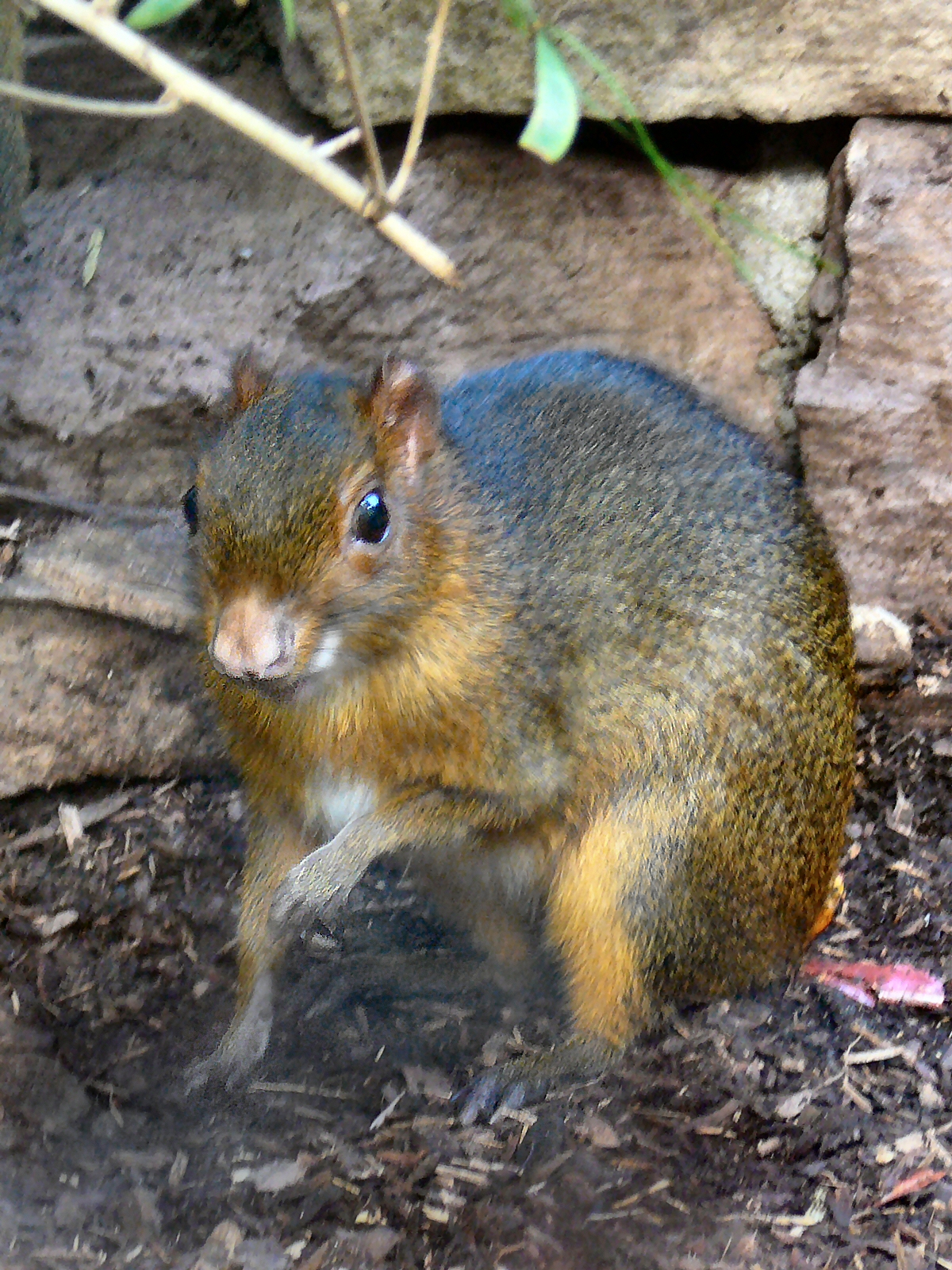

## Các loài
Chi này gồm các loài: